# Palais de la Banque d'Italie (Bergame)
Pour les articles homonymes, voir Palais de la Banque d'Italie (homonymie).
Le palais de la Banque d'Italie est un édifice de Bergame, situé au 1 Viale Roma, construit au début du XXe siècle sur un projet de Marcello Piacentini et Fermo Taragni, pour abriter la Banque d'Italie.

## Histoire
Les bâtiments administratifs et judiciaires qui se trouvaient dans la partie haute de la ville de Bergame, étaient inaccessibles avec le nouveau développement urbain, et pour cette raison, le grand projet a commencé, par la municipalité, qui a conduit à la création de nouveaux bâtiments. La première succursale de la Banque d'Italie à Bergame fut ouverte le 13 juin 1861 dans un bâtiment inadapté de la Via Sant'Orsola qui était destiné à servir d'entrepôt pour les tissus de soie et les cocons. Le projet municipal fut jugé approprié et le nouvel emplacement fut identifié au début du XXe siècle dans le cadre du premier projet de Marcello Piacentini. La zone fut ensuite achetée par la banque et le projet de l'architecte romain fut approuvé en 1911, ce qui en fait le premier bâtiment du célèbre projet qui a vu la transformation de l'ancienne zone dédiée à la foire d'Alexandrie, qui avait depuis longtemps cessé d'être active, les bâtiments en bois et en briques n'étant plus utilisés.
Le bâtiment est une partie importante du Centro Piacentino, conçu par l'architecte romain et achevé dans les années 1920, occupant la partie la plus méridionale du terrain, avec une section laissée comme jardin qui abrite la statue de l'Enlèvement d'Europe, une œuvre d'Elia Ajolfi.

## Description
Le palais est construit dans un style rappelant le néo-XVe siècle florentin. Une porte extérieure protège l'entrée et est l'œuvre de Giovanni Busetti, comme le rappelle la plaque commémorative. La façade présente un revêtement en pierre de taille à Pointe-de-diamant en pierre de Poltragno.
L'intérieur conserve des œuvres d'art de divers artistes : Trento Longaretti, Bruno Cassinari et Franco Rognoni, ainsi que l'Enlèvement d'Europe d'Elia Ajolfi.

### Articles annexes
- Palais de justice de Bergame
- Palais de la Chambre de commerce (Bergame)
- Marcello Piacentini